# Havørnen
Havørnen er en dansk dokumentarfilm fra 1971 med instruktion og manuskript af Frank Wenzel.

## Handling
Den store fugls fænomenale flyvefærdighed.